# 埃丁·泰尔齐奇
埃丁·泰尔齐奇（發音：[êdiːn těrziːtɕ]，1982年10月30日—）是一位克罗地亚裔德国前足球运动员及现任足球教练，曾执教德甲俱乐部多特蒙德。

## 早年生涯
泰尔齐奇于1982年出生于西德门登的一个从南斯拉夫移民过来的工人阶级家庭；其父亲为波斯尼亚人，母亲为克罗地亚人，他本人亦持有克罗地亚国籍。泰尔齐奇曾在波鸿鲁尔大学进修运动科学，并与另一位后来的足球教练汉内斯·沃尔夫组成为一个研究小组。在就读期间，泰尔齐奇结识了妻子珂拉·韦尔姆（Kora Wölm），两人于2013年8月在诺德基兴宫完婚。他们共育有两个女儿。
在足球生涯方面，泰尔齐奇曾司职前锋，先后代表奥斯特里希-伊瑟隆体育之友、威斯特法伦黑尔讷、瓦滕沙伊德09以及克洛彭堡参加过188场高级联赛和地区联赛，并射入23球。他所效力的最后一家俱乐部是普鲁士德勒舍德（Borussia Dröschede）。

## 教练生涯
从2010年至2013年，泰尔齐奇进入多特蒙德的青训营担任球探兼助理教练，向当时的一线队主教练报告。在此期间，、香川真司、和相继加盟一线队。同时，他也在19岁以下青年队和多特蒙德二队作为助理教练辅佐其老同学沃尔夫，为期一年。当沃尔夫改任17岁以下梯队主教练后，泰尔齐奇又曾于2013年短暂执掌16岁以下梯队，然后被斯拉文·比利奇带到土超球队贝西克塔什继续担任助教。
泰尔齐奇与比利奇的合作始于2012年，在2012年欧锦赛期间，他曾于克罗地亚对阵爱尔兰的分组赛前为时任克罗地亚主教练的比利奇起草了对手分析报告。比利奇对他的分析感到满意，并邀请他加入莫斯科火车头担任助理教练，然而，这笔交易当时以失败告终。在土耳其的两年间，贝西克塔什曾两次获得联赛季军，并闯入了2014–15赛季的欧洲联赛十六强。2015年夏天，泰尔齐奇又跟随比利奇来到英格兰，助教英超球队西汉姆联。这支伦敦球队在赛季中的表现好坏参半，至2017年秋季滑落到降级区。随后，比利奇及其助教双双被解职。
自2018年以来，泰尔齐奇从英格兰足球总会为期18个月的课程毕业后，获得了欧洲足联教练证书。赋闲了数月之后，泰尔齐奇于2018-19赛季重返多特蒙德，与曼弗雷德·斯特费斯共同担任的助教。在教练团队的共同努力下，多特蒙德赢得了2019年德国超级杯冠军、两次在德甲位居亚军，并始终获得欧洲冠军联赛的参赛权。
随着法夫尔遭多特蒙德解约，泰尔齐奇于2020年12月13日接管了一线队，并签署了一份期至2020-21赛季末的合同。2021年2月中旬，多特蒙德宣布，无论球队在当季的成绩如何，来季都将以马尔科·罗泽接替泰尔齐奇的主教练一职，而前者是从竞争对手门兴格拉德巴赫签入。泰尔齐奇将自2021-22赛季起返回助理教练岗位。

## 榮譽

### 教練生涯
多特蒙德
- 德國盃冠軍：2021年[19]
- 歐洲聯賽冠軍盃亞軍：2023–24